# Лептонна епоха
У фізичній космології лептонна епоха, або епоха лептонів — період в еволюції раннього Всесвіту, протягом якого лептони домінували в масі Всесвіту. Він розпочався приблизно через одну секунду після Великого вибуху — після того, як більшість адронів та антиадронів взаємно анігілювались наприкінці адронної епохи. Під час лептонної епохи температура Всесвіту була все ще достатньо великою, щоб створювати пари лептон/антилептон, тож лептони з антилептонами перебували в термальній рівновазі. Приблизно через 10 секунд після Великого вибуху температура Всесвіту спала до точки, в якій пари лептон/антилептон перестали утворюватися. Більшість лептонів та антилептонів зруйнувалися в процесі реакцій анігіляції, після чого зберігся лише невеликий залишок лептонів. Після цього в енергії Всесвіту стали домінувати фотони, з чого й почалася наступна фотонна епоха.